# Warszawa Wola Grzybowska
Warszawa Wola Grzybowska – przystanek osobowy Polskich Kolei Państwowych obsługiwany przez Koleje Mazowieckie i Warszawską Szybką Kolej Miejską. Położony jest przy ulicy Głowackiego w dzielnicy Wesoła w Warszawie.
Warszawa Wola Grzybowska jest przystankiem granicznym pierwszej strefy biletowej Zarządu Transportu Miejskiego.
W 2005 - trzy lata po włączeniu miasta Wesoła w granice Warszawy - dokonano przemianowania nazwy stacji z Wola Grzybowska na Warszawa Wola Grzybowska. Tablice na pronach wymieniono jednak dopiero w 2011.

## Opis przystanku

### Perony
Przystanek składa się z dwóch wysokich peronów bocznych o długości 200 m. Każdy peron posiada jedną krawędź peronową. Na każdym peronie znajdują się dwie blaszane wiaty przystankowe z ławkami

### Kasa biletowa
Kasa biletowa Kolei Mazowieckich znajdowała się przy peronie pierwszym. Mieściła się w małym blaszanym baraku, który został rozebrany na początku 2009 roku.

### Przejście przez tory
Pomiędzy peronami znajduje się przejście naziemne po torach, zabezpieczone rogatkami. Łączy ono oba perony.

## Ruch pasażerski
| Rok  | Wymiana roczna | Wymiana pasażerska na dobę | miejsce w Polsce |
| ---- | -------------- | -------------------------- | ---------------- |
| 2017 | 3 320 000      | 9100                       | 22               |
| 2018 | 2 960 000      | 8100                       | 28               |
| 2019 | 3 100 000      | 8500                       | 29               |
| 2020 | 3 000 000      | 8200                       | 16               |
| 2021 | 2 920 000      | 8000                       | 20               |
| 2022 | 3 613 500      | 9900                       | 26               |
| 2023 | 3 540 500      | 9700                       |                  |